# Blauwe leeuwenbek
De blauwe leeuwenbek (Linaria arvensis) is een kruidachtige plant uit de weegbreefamilie (Plantaginaceae). De soort staat op de Nederlandse Rode lijst van planten als niet meer aanwezig in Nederland. In 1936 is de blauwe leeuwenbek in Nederland voor het laatst gezien. In 1999 is de plant in Vlaanderen weer gevonden op een slibplaat aan de oever van een oude grindplas bij Dilsen-Stokkem. De blauwe leeuwenbek komt van nature voor in Zuidwest-Azië, Noord-Afrika en Zuid-, West- en Midden-Europa. In Nieuw-Zeeland is de plant ingevoerd.
De  5-30 cm hoge plant bloeit van juni tot in oktober met lichtblauwe, donkerder gestreepte bloemen, die in een tros zitten. De keel van de bloem is door het gehemelte gesloten. Het gehemelte van de bloem is wit met paarse aderen. De bloemkroon is zonder de gekromde spoor 4-5 mm lang. De spoor is 2-3 mm lang. De kelkslippen zijn lijnvormig. De bloemstelen zijn veel korter dan de kelk. Alleen de bloeiwijze is bezet met klierharen.
De bladeren zijn lancetvormig.
De vrucht is een met klierharen bezette doosvrucht, die met spleten openspringt. De zaden zijn rondom gevleugeld.
De blauwe leeuwenbek kwam vroeger voor op zandig akkerland.

## Namen in andere talen
- Duits: Acker-Leinkraut
- Engels: Corn Toadflax
- Frans: Linaire des champs